# Герцог Визеу

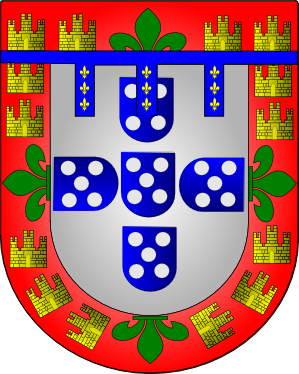
Герб инфанта Энрике, 1-го герцога Визеу

Герцог Визеу (порт. Duque de Viseu) — аристократический титул королевства Португалия. Впервые создан в 1415 году и наряду с титулом герцога Коимбра является старейшим португальским герцогским титулом.

## История титула
Титул был создан в 1415 году королём Жуаном I для его третьего сына Энрике в награду за участие во взятии Сеуты (одновременно второму сыну короля, Педру, был пожалован титул герцога Коимбра). После смерти бездетного инфанта Энрике титул перешел к его племяннику, младшему брату короля Афонсу V инфанту Фернанду, уже имевшему титул герцога Бежа. После Фернанду титулами герцогов Визеу и Бежа последовательно владели его сыновья: Жуан, Диогу и Мануэл (последний в 1495 году стал королём Португалии). Впоследствии титул герцогини Визеу носила младшая дочь короля Мануэла, Мария, со смертью которой в 1577 году титул угас.
В 1909 году претендент на португальский престол Мигел Брагансский, единственный сын бывшего короля Мигела I, даровал титул герцога Визеу своему старшему сыну Мигелу, приурочив пожалование к свадьбе инфанта с американкой Анитой Стюарт. Хотя титул не был признан правящим монархом Португалии Мануэлом II, Мигел продолжал использовать его в своей официальной титулатуре.
В настоящее время титулом герцога Визеу пользуется инфант Мигел (род. в 1946), правнук короля Мигела I, младший брат нынешнего главы Дома Браганса, племянник предыдущего герцога.

## Список герцогов Визеу
- инфант Энрике (1394—1460), герцог Визеу с 1415
- инфант Фернанду (1433—1470), герцог Визеу с 1460, племянник предыдущего
- инфант Жуан (1448—1472), герцог Визеу с 1470, сын предыдущего
- инфант Диогу (1450—1484), герцог Визеу с 1472, брат предыдущего
- инфант Мануэл (1469—1521), герцог Визеу с 1484, брат предыдущего, с 1495 — король Португалии
- инфанта Мария (1521—1577), герцогиня Визеу с 1521, дочь предыдущего

После свержения монархии
- инфант Мигел (1878—1923), герцог Визеу с 1909
- инфант Мигел (род. 1946), герцог Визеу с 1946, племянник предыдущего